# Kolpinghaus Linz

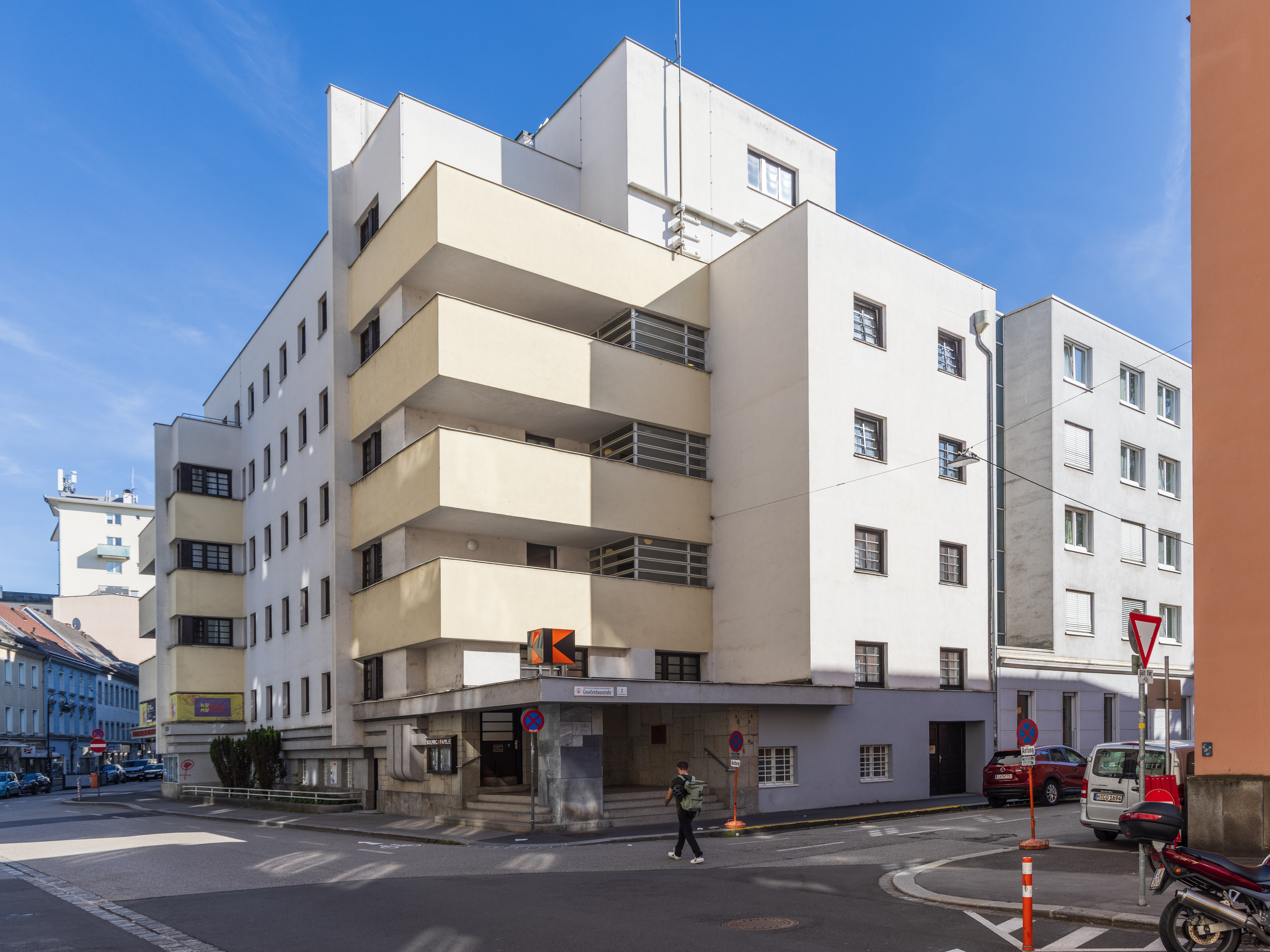
Kolpinghaus

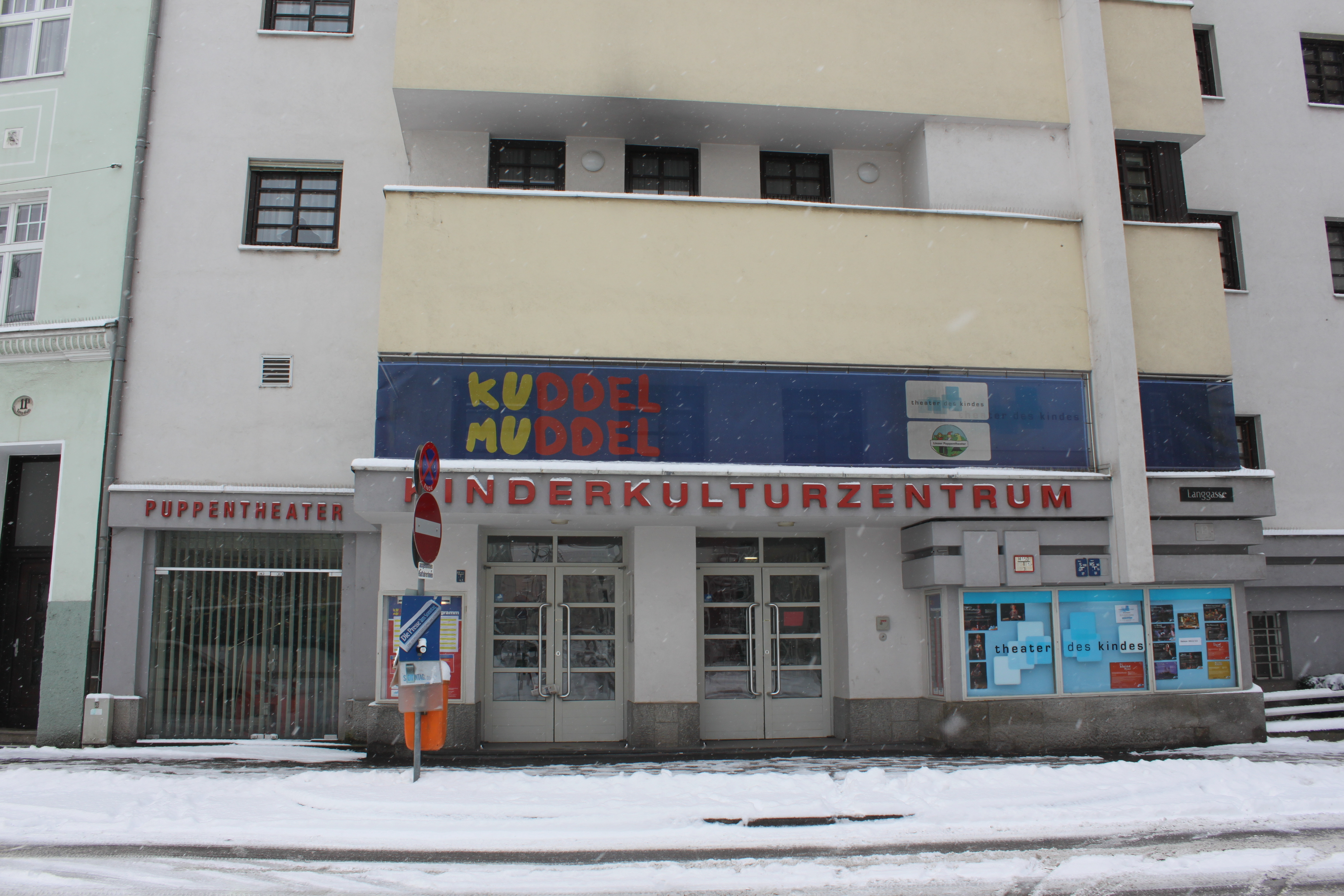
Eingangsbereich Kindertheater Kuddelmuddel

Das Kolpinghaus Linz ist ein Gebäude in der Linzer Innenstadt. Es steht unter Denkmalschutz (Listeneintrag).

## Geschichte
Im Jahre 1930 wurde mit dem Baumeister Friedrich Gangl nach den Plänen des Architekten Hans Steineder ein Kolpinghaus in der Langgasse 13 und Gesellenhausstraße 1 errichtet. Das Gebäude gilt als bedeutender österreichischer Bau der Zwischenkriegszeit und als Linzer Hauptwerk des Architekten.
Das Gebäude hat fünf bis sieben Geschoße im Stil der Neuen Sachlichkeit mit mehreren gestaffelten Kuben. Besonders markant für die Formensprache von Steineder ist das Erdgeschoß und die Ecklösung an der Kreuzung.
Das Kolpinghaus wurde 1938 beim Anschluss Österreichs beschlagnahmt und von der Gestapo als Hauptquartier in Linz genutzt.
Der linke Gebäudeteil mit dem ehemaligen Kinosaal wird seit 1990 unter dem Namen Kinderkulturzentrum Kuddelmuddel als Kindertheater und Kindergarten genutzt. Der rechte Gebäudeteil blieb in das Kolpinghaus Gesellenhausstraße 1 bis 7 einbezogen und wird als Hotel genutzt.